# Porto Estrela
Porto Estrela es un municipio brasileño del estado de Mato Grosso. Se localiza a una latitud 15º19'28" sur y a una longitud 57º13'39" oeste, a una altitud de 134 metros. Su población estimada en 2004 era de 4 283 habitantes. Posee un área de 2072,65 km².